# Војвођанска лига у фудбалу
Војвођанске лиге су четврти ниво лигашких фудбалских такмичења у Србији. Од сезоне 2010/11. лига броји 48 клубова (16 клубова у три групе), за разлику од сезоне 2009/10. када је имала 36 клубова (18 клуба у обе групе), од 2010/11. лига је бројала 36 клубова (16 клубова у две групе) до 2015/16 кад су две лиге постале три. Виши Степен такмичења је Српска лига Војводина, а нижи Окружне лиге. 

## Групе Војвођанских лига:
- Војвођанска лига Север
  - Виши степен такмичења : Српска лига Војводина
  - Нижи степен такмичења : ПФЛ Сомбор и ПФЛ Суботица

- Војвођанска лига Исток
  - Виши степен такмичења : Српска лига Војводина
  - Нижи степен такмичења : ПФЛ Зрењанин и ПФЛ Панчево

- Војвођанска лига Југ
  - Виши степен такмичења : Српска лига Војводина
  - Нижи степен такмичења : ПФЛ Сремска Митровица и Новосадска лига